# Plutella polaris
Plutella polaris is een vlinder uit de familie koolmotten (Plutellidae). De wetenschappelijke naam is voor het eerst geldig gepubliceerd in 1880 door Zeller.
De soort komt voor in Europa.